# Mikołaj Czuryło
Mikołaj Czuryło herbu Korczak (zm. po 1625/prz.1641) – stolnik sanocki (nominacja 17 lutego 1625).
Był synem Marcina Czuryły, dworzanina królewskiego i Anny, córki Jerzego Jazłowieckiego. Rodzice byli wyznania kalwińskiego, on sam zapewne w później przeszedł na katolicyzm.
Poślubił Zofię z Lanckorońskich, siostrę wojewody podolskiego Stanisława Lanckorońskiego, z którą miał synów Stanisława, kanonika lwowskiego w 1653 i Mikołaja (zm. 1652) oraz córki Annę, żonę kasztelana lubaczowskiego Aleksandra Dzieduszyckiego, Elżbietę, żonę Adama Dzierżka.